# Kubikfuß
Kubikfuß ist ein Raummaß, dem das Längenmaß Fuß zugrunde liegt.

## Englischer Kubikfuß
Der englische Kubikfuß (engl. cubic foot, Abk. cft) ist ein insbesondere im Schiffbau noch oft verwendetes Raummaß, dem als Maß der englische Fuß (0,3048 m) zugrunde liegt.
Ein Kubikfuß entspricht:
- 123 (1728) cubic inches
- 1/27  (≈ 0,037037) cubic yards
- 1728/231  (≈ 7,48052) US-gallons
- 1/43560 acre-foot
- ca. 28,3 Litern
- ca. 1/35 Kubikmetern.

Wenn bei Tauchgeräten das Volumen in cft angegeben wird, so bezieht sich das auf die Menge der insgesamt befüllbaren Luft (Flaschenvolumen mal Betriebsdruck durch Atmosphärendruck). 80 cft bei 200 bar Betriebsdruck entsprechen daher ca. 11,3 l tatsächlichem Flaschenvolumen.

## Deutschsprachiger Raum
Auch im deutschsprachigen Raum wurde für das Raummaß trockener Waren bis zur Einführung der Meterkonvention 1875 der Kubikfuß verwendet. Er beruhte jeweils auf einem anderen Fuß-Maß und unterscheidet sich folglich deutlich:
- 0,027 m³ in Baden
- 0,024859 m³ in Bayern
- 0,023237 m³ in Braunschweig
- 0,02353 m³ in Hamburg
- 0,024921 m³ in Hannover
- 0,02364 m³ in Kurhessen
- 0,030915 m³ in Preußen
- 0,022706 m³ in Sachsen (1858)
- 0,027374317 m³ in der Schweiz[1]
  - 1 Kubikfuß = 1728 Kubikzoll mit je 1728 Kubiklinien = 0,027374317 Kubikmeter
- 0,023517 m³ in Württemberg
- 0,031578 m³ in Österreich

und andere.